# Il canguro della Nuova Olanda
Il canguro della Nuova Olanda (in inglese The Kongouro from New Holland) è un dipinto a olio di George Stubbs, realizzato nei primi anni 1770. Raffigurante un canguro, è il primo dipinto di un animale australiano nell'arte occidentale. Fa parte della collezione del National Maritime Museum di Greenwich, Londra.

## Storia
L'opera fu commissionata da Joseph Banks e fu realizzata dall'artista gonfiando l'intera pelle di un canguro che Banks aveva raccolto sulla costa orientale dell'Australia nel 1770 durante il primo viaggio di scoperta del tenente James Cook. Sembra che sia anche basata sul disegno di un canguro di Sydney Parkinson, illustratore botanico di Joseph Banks.
Il dipinto ritrae l'animale seduto su una roccia che guarda alle sue spalle con uno sfondo alberi e montagne. Il canguro della Nuova Olanda e Ritratto di un cane di grossa taglia furono gli unici due dipinti che Stubbs non realizzò ad un soggetto dal vivo.
Fu esposto per la prima volta dalla Society of Artists di Londra nel 1773 insieme al suo dipinto del dingo, Ritratto di un cane di grossa taglia. Successive esposizioni si tennero alla Walker Art Gallery di Liverpool nel 1951 e alla Whitechapel Art Gallery nel 1957. Il dipinto è stato esposto anche negli ultimi anni a Parham House nel Sussex durante le aperture al pubblico.
Nel 2012, Il canguro della Nuova Olanda e Ritratto di un cane di grossa taglia furono acquistati insieme all'asta per 9,3 milioni di dollari australiani da un acquirente anonimo. Una richiesta di portarli in Australia fu rifiutata dal Dipartimento della Cultura per la loro importanza nazionale. Sir David Attenborough, che aveva guidato una campagna per mantenere entrambi i ritratti in Gran Bretagna, commentò che era "una notizia entusiasmante che questi due quadri, così importanti nella storia della zoologia, debbano rimanere dove furono commissionati e dipinti".. La National Gallery of Australia espresse un forte desiderio di acquistare i ritratti .
Nel novembre 2013 fu annunciato che una donazione di 1,5 milioni di sterline della Eyal Ofer Family Foundation avrebbe permesso al National Maritime Museum di Greenwich, Londra, di acquisire i due dipinti.